# Tap de Cortí
El Tap de Cortí o Tap de quartí és una varietat de Capsicum annuum que tan sols es conrea i s'elabora a Mallorca i és l'encarregat de donar color, aroma i sabor a molts de plats i embotits típics de la gastronomia mallorquina. Aquesta varietat de pebres són el fruit que prové d'una planta anual herbàcia de la família de les solanàcies. És de mida curta (entre quatre i set centímetres), forma triangular i acabat en punta (semblant al tap d'una ampolla, o quartí de vi, segons el diccionari d'Antoni Maria Alcover) amb un pes fresc d'entre 17 - 20 grams, un rendiment en sec (pebrot sencer) aproximadament del 18 - 20% i de gust dolç. La recol·lecció es fa esglaonada en tres collites i singularment es caracteritza pel fet que els seus fruits són erectes, mirant cap al cel.

## El nom
El nom d'aquesta varietat de pebre fa referència a la forma d'aquesta hortalissa, semblant a un tap de botella. El quartí (pronunciat a Mallorca cortí, amb la reducció del diftong ua a o, com a aigo, Pasco, llego, ego, corter, etc.) és una antiga mesura de líquids de Mallorca que equival a 26,7 litres. Un altre nom tradicional és el de pebre de fer pebres.

## Orígens

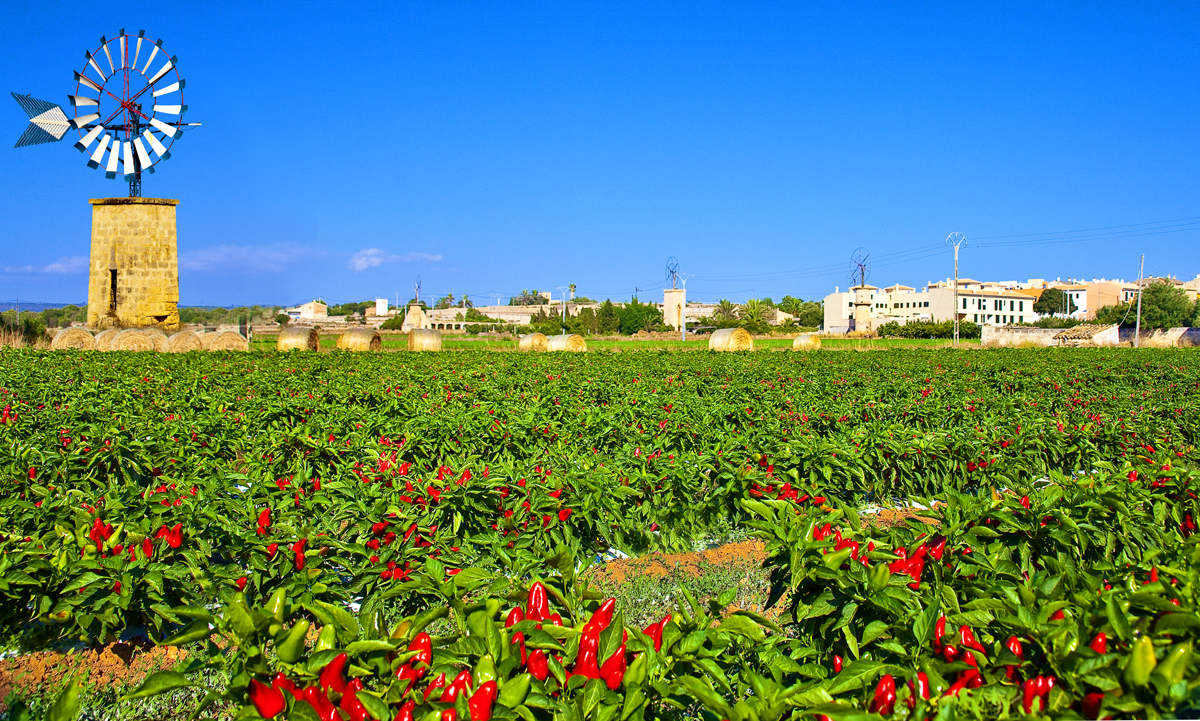
Plantació tap de quartí a Sant Jordi, Mallorca

El pebre bord va arribar a Mallorca a finals del segle xvi procedent d'Amèrica i ràpidament es va convertir un condiment típic de Mallorca. Ja al segle xix l'Arxiduc Lluís Salvador d'Àustria (Die Balearen), assenyala que el seu ús principal estava destinat com a condiment, després d'un procés d'assecat al sol. També subratlla que la qualitat del pebrot local era molt superior al del pebrot de l'exterior.
El pebrot tap de quartí es conreava a la majoria de pobles de Mallorca: Pòrtol, Felanitx, Sa Pobla, Manacor, Santa Maria del Camí, Sant Jordi, Muro, Llucmajor i Campos en altres. Posteriorment, entre agost i octubre, les façanes de moltes de les cases d'aquests pobles quedaven totalment cobertes amb enfilalls de pebres que s'assecaven al sol, per no perdre els seus antioxidants o poder conservant, el que li donava un toc decoratiu al paisatge mallorquí. Encara avui es poden trobar claus en algunes d'aquestes façanes, però aquestes imatges ja no són tan freqüents com 30 anys enrere.
A partir dels anys 70 la producció de tap de quartí experimenta una gran disminució a causa de la pèrdua de competitivitat causada per l'entrada del pebre vermell murcià a un preu impossible d'assumir per l'agricultor mallorquí.

## Ressorgiment

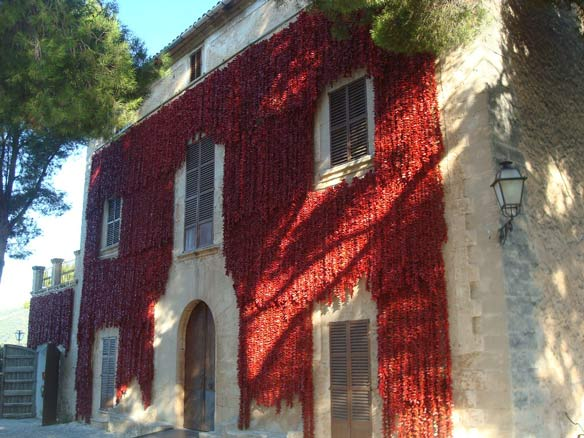
Façana de la Fundació Pilar i Joan Miró coberta amb pebres tap de quartí. Son Boter, Mallorca

Amb l'objectiu de preservar els aliments locals, el 2008 una empresa tradicional mallorquina va iniciar una campanya de recuperació del pebre tap de quartí sembrant aproximadament unes sis mil plantes, que ha suposat el ressorgiment agrícola i gastronòmic.
Ja el 2009 una associació d'ecologia gastronòmica que va creure en el potencial del producte, va iniciar una altra campanya de recuperació distribuint gratuïtament unes 16.000 plantes a un grup d'agricultors ecològics compromesos amb la conservació de les llavors i varietats vegetals locals. Tots ells eren conscients que la seva unió amb un grup heterogeni de gastrònoms oferia grans possibilitats de retornar al mercat aquesta varietat de pebre vermell a la vora de l'extinció.
Posteriorment es van reunir diferents col·lectius de voluntaris com són els veïns de Santa Maria, els reclusos del Centre Penitenciari de Palma i un grup de membres de la comunitat terapèutica del Projecte Home. Entre tots varen enristrar 3.000 quilos de pebre, en un total de 950 enfilalls que es van penjar en ca s'Apotecari de Santa Maria del Camí.

## Elaboració

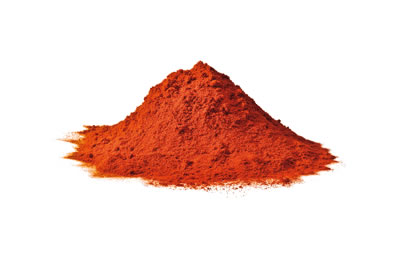
Pebre bord tap de quartí

Els pebres es recullen escalonadament, fins a tres i quatre collites a, quan el fruit està molt madur i preferiblement havent perdut un alt grau d'humitat ja a la planta. L'assecat òptim és al sol en enfilalls tradicionals de pebres (normalment en forma d'hèlix o també anomenat tres puntes) que es penja a les façanes de les cases, buscant una orientació solar adequada, durant quinze dies aproximadament, depenent de factors diversos com la climatologia. D'aquesta manera no es perden els antioxidants naturals presents en el pebre, com la vitamina C, la que l'ha convertit en gran conservant de la sobrassada.
Posteriorment s'enforna a baixa temperatura, inferior a 50-60 °C, per eliminar l'últim grau d'humitat i facilitar la molta. Es retira i descarta el peduncle, deixant una bona part de les llavors, i es tritura abans de moldre. La molta ha de ser a la pedra, s'aconsellen de 5 a 6 molturaciones. Finalment es tamisa i s'empaqueta.

## Propietats

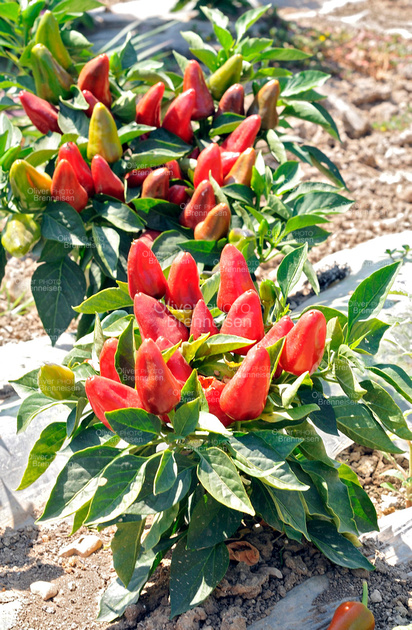
Pebre tap de cortí apuntant al cel

Aquest pebrot es caracteritza pel seu color vermell, aroma inimitable i un gust dolç. L'índex ASTA (una mesura de color) del pebre tap de quartí se situa entre els 130 i 140 astes molt amb les seves llavors que aporten al tap de quartí vitamina E. Aquestes són un antioxidant natural pel que és perfecte per condimentar plats típics de les illes però també per a la sobrassada mallorquina. A més per ser Capsicum annuum també conté un alt grau de vitamina C.
El pebrot de tap de quartí és higroscòpic, és a dir, un cop sec i fins i tot molt recupera part de la humitat perduda absorbint l'ambient.

## Usos
Dos són els principals usos del tap de quartí, per una banda és molt present en el receptari tradicional balear, principalment en els guisats però també en l'arròs brut, sopes mallorquines, tumbet, cargols, frit mallorquí, etc.
D'altra banda s'utilitza com a conservant per a l'elaboració de la sobrassada (embotit de les Illes Balears feta amb carn molta de porc, pebre bord, sal comuna i altres espècies), proporcionant aquest característic color vermellós i profund aroma. Abans que Cristòfol Colom portés el pebre bord des d'Amèrica la sobrassada era de color blanc i de caducitat ràpida, però gràcies a les propietats antioxidants del pebre vermell aquesta es podria conservar fins a un any si es curava acuradament en un lloc fresc. Fet que va fer que la sobrassada passés de producte de luxe, consumible únicament dins dels primers mesos de la seva elaboració, a un producte de consum diari.
L'elevat turisme existent a les Illes Balears ha provocat l'obertura de multitud de restaurants peninsulars i internacionals i ha augmentat l'oferta culinària a les Illes; això ha fet que el tap de quartí s'hagi utilitzat en una gran quantitat de plats tant peninsulars: pop a la gallega, patates revolconas o el cocido madrileny, com també en plats internacionals com és el famós gulasch d'Hongria.

## Nutrició i salut
El pebre tap de quartí conté principalment aigua, carbohidrats i fibra, al mateix temps que poc greix i proteïna.

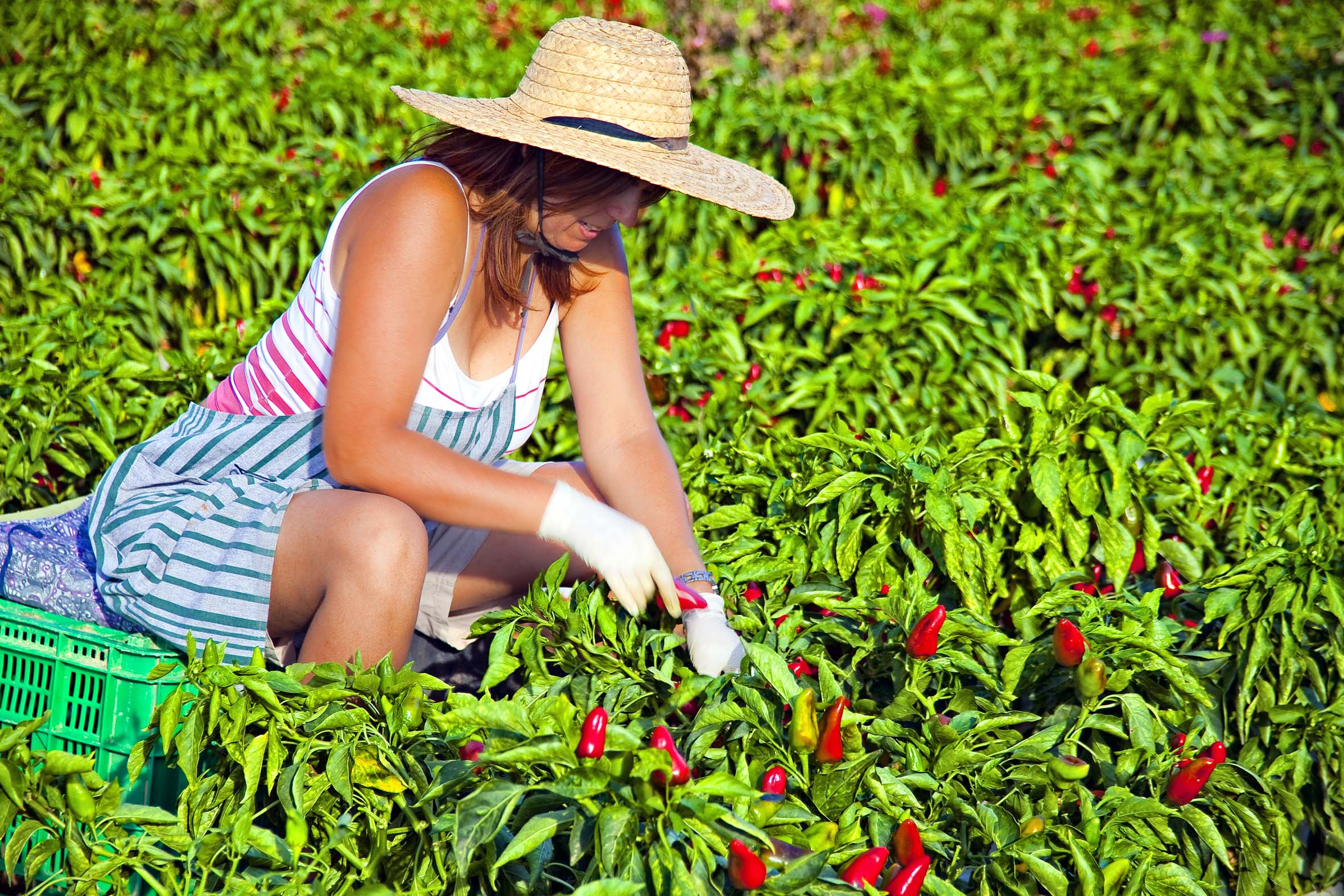
Recollida del Pebre tap de cortí

La seva principal aportació es troba en la gran quantitat de vitamina C que conté, gairebé el doble que la taronja o el kiwi, una gran proporció de vitamina A i carotens, que li donen el seu color vermell característic, alhora que proporciona vitamina E, àcid fòlic, vitamina K i en menor mesura, vitamines del grup B.
Entre els minerals, el tap de quartí aporta calci, fòsfor, magnesi i potassi. A més té una riquesa en compostos no nutrients, com els polifenols, que li confereixen potents virtuts antioxidants, o el licopè (que també es troba en el tomàquet) amb potent acció anticancerosa.
A més del pebre vermell tap de quartí s'obté l'extracte de capsiate, que conté substàncies no picants (capsinoides) amb capacitat d'incrementar el metabolisme energètic augmentant el consum d'energia i disminuint l'acumulació de greixos en l'organisme.

## Conservació i cura
Per obtenir el major rendiment possible, el tap de quartí s'ha de consumir dins dels dos primers anys de vida. Durant aquest període l'aroma, sabor i color reflecteixen la seva màxima qualitat, passat aquest temps perd les seves propietats.
Si en canvi s'utilitza per sobrassada el pebre tap de quartí de més d'un any no és aconsellable, ja que no té les mateixes qualitats organolèptiques. A més del sabor i aroma, el tap de quartí intervé en la correcta maduració de les peces de la sobrassada des del punt de vista fisicoquímic.

## Com reconèixer un Tap de Quartí de qualitat?
Com tot producte natural, les condicions en el camp i en la seva elaboració poden fer que hi hagi qualitats molt diverses en el Tap de Quartí.
Per ser capaços de reconèixer la qualitat del producte, hi ha diverses característiques en les quals qualsevol es pot fixar per determinar la qualitat del Tap de Quartí que consumeixi.

### Color
El color del pebre és una de les coses més importants i que més criden l'atenció del consumidor. En el cas del Tap de Quartí les seves propietats li proporcionen una tonalitat de color vermell ataronjat brillant, amb uns nivells de 130/140 ASTES (Recordem que índex ASTA reflecteix el poder colorant del pebre). En cas d'observar un to apagat de color ocre el pebre haurà perdut propietats colorants.

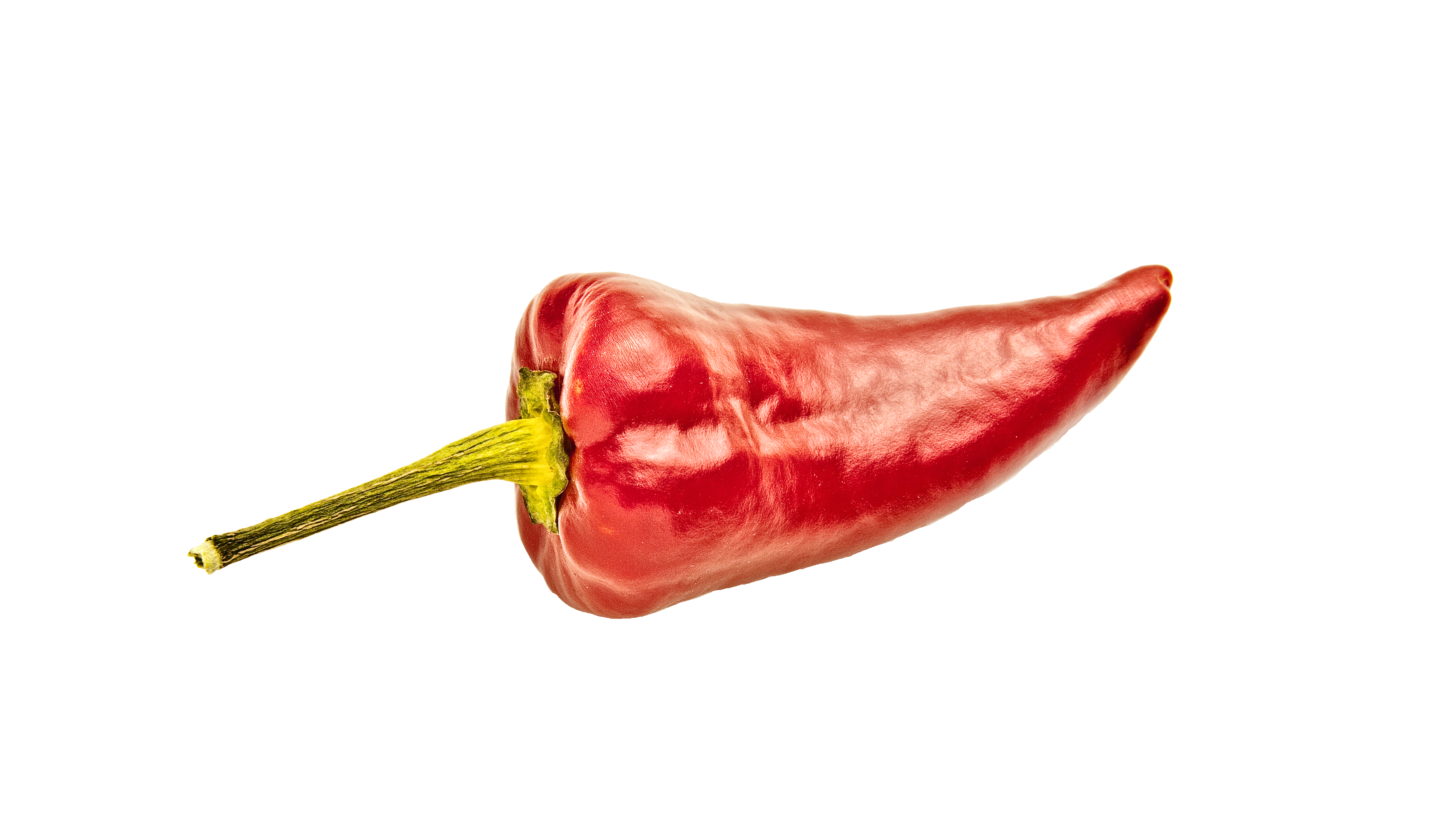
Pebre tap de quartí

### Olfacte
L'olfacte és important a l'hora de decidir la qualitat. En el pebre Tap de Quartí apreciem una aroma vegetal en obrir l'envàs que ens recorda a verdura, predominant una olor agradable a pebrot dolç torrat.

### Sabor
El més important del pebre és el sabor que li proporciona a les receptes. El bon Tap de Quartí en el paladar ens proporcionés un sabor dolç, en cas de notar un sabor amarg serà indicador de baixa qualitat. És important indicar que el sabor varia segons la collita que s'està utilitzant, per això és important assegurar-se que el pebre és de l'última collita recollida. Després d'un any el pebre en tractar-se d'un producte natural, sense colorants ni conservants va perdent propietats (sabor/color/aroma) a mesura que va passant el temps.

### Propietats
Per a aquest apartat ens hem de remetre a l'envàs del producte, en aquest ens ha d'indicar les propietats que conté. Per al cas del bon Tap de Quartí ens indicarà un alt poder antioxidant i gran riquesa en vitamina C/E com a elements més diferenciadors.

### Caducitat / Collita
A mesura que passa el temps el pebre va perdent les seves propietats, per això per assegurar la qualitat és important utilitzar Tap de Quartí de l'última collita possible. Així ens assegurem que contingui totes les seves propietats intactes.

### Certificació de qualitat
Un altre element important és el procés d'elaboració. En l'envàs del producte ens indicarà si es tracta de producció ecològica, això és un clar element diferenciador de la qualitat del pebre.